# Wim Kieft
Willem Cornelis Nicolaas Kieft detto Wim (Amsterdam, 12 novembre 1962) è un ex calciatore olandese, di ruolo attaccante.
Ha giocato nell'Ajax, nel PSV, nel Pisa, nel Torino e nel Bordeaux. Ha fatto parte della nazionale olandese dal 1981 al 1993, collezionando 43 presenze e segnando 11 gol.

## Carriera

### Giocatore

#### Club

Kieft (a sinistra) al Pisa nel 1984, in un duello aereo con il gigliato Pin.

Proveniente dalla "scuola calcio" dell'Ajax, i suoi contemporanei furono Frank Rijkaard, John van't Schip, Marco van Basten e Gerald Vanenburg, giovani che nel decennio degli ottanta contribuirono ai successi continentali degli Oranje, dei Lancieri e del PSV. In questo primo scorcio di carriera, si aggiudicò la Scarpa d'oro segnando 32 gol con l'Ajax nella stagione 1981-1982.
Giunse in Italia nel 1983, chiamato dal Pisa che lo acquistò per la cifra di dieci miliardi di lire. Le grandi aspettative su di lui furono inizialmente deluse, con la retrocessione della squadra toscana in Serie B. Negli anni successivi seppe tuttavia riscattarsi, riportando i nerazzurri nella massima serie e terminando poi l'esperienza italiana con una stagione nelle file del Torino; con la maglia granata Kieft ebbe un inizio molto promettente, e per alcune domeniche fu anche in testa alla classifica dei capocannonieri, fino a quando un infortunio non ne compromise di fatto il prosieguo dell'annata.
Tornato in patria, nel 1987 si accasò al PSV con cui al primo anno sollevò subito la Coppa dei Campioni, vinta in finale dai biancorossi contro i lusitani del Benfica. Rimase col club di Eindhoven sino al 1994, anno in cui pose termine all'attività agonistica, eccetto per la stagione 1990-1991 trascorsa in Francia con la casacca del Bordeaux.

#### Nazionale
Con la divisa della nazionale olandese vinse il campionato d'Europa 1988 in Germania Ovest, segnando un gol nella partita contro l'Irlanda a 8' dalla fine, rete che permise agli arancioni di vincere la sfida e qualificarsi alla semifinale. Nonostante il gol decisivo, perse poi il posto da titolare nelle sfide successive in favore di Marco van Basten.

### Dopo il ritiro
Dopo il ritiro è diventato opinionista per i canali televisivi Sport1, RTL e Veronica. Suo figlio Robbin, nato a Torino nel 1987, ha giocato come attaccante nelle serie minori. Ha scritto un'autobiografia dove ha ammesso di aver avuto problemi di alcolismo e tossicodipendenza per 18 anni e che è riuscito a disintossicarsi dall'uso di cocaina grazie all'aiuto del tecnico Fred Rutten.

## Statistiche

### Presenze e reti con i club
Statistiche aggiornate al termine della carriera da calciatore.
| Stagione        | Squadra         | Campionato      | Campionato | Campionato | Coppe nazionali | Coppe nazionali | Coppe nazionali | Coppe continentali | Coppe continentali | Coppe continentali | Altre coppe | Altre coppe | Altre coppe | Totale | Totale |
| Stagione        | Squadra         | Comp            | Pres       | Reti       | Comp            | Pres            | Reti            | Comp               | Pres               | Reti               | Comp        | Pres        | Reti        | Pres   | Reti   |
| --------------- | --------------- | --------------- | ---------- | ---------- | --------------- | --------------- | --------------- | ------------------ | ------------------ | ------------------ | ----------- | ----------- | ----------- | ------ | ------ |
| 1979-1980       | Ajax            | ED              | 1          | 0          | CO              | 0               | 0               | CC                 | 0                  | 0                  | -           | -           | -           | 1      | 0      |
| 1980-1981       | Ajax            | ED              | 34         | 17         | CO              | 7               | 9               | CC                 | 3                  | 0                  | -           | -           | -           | 44     | 26     |
| 1981-1982       | Ajax            | ED              | 32         | 32         | CO              | 2               | 1               | CdC                | 1                  | 0                  | -           | -           | -           | 35     | 33     |
| 1982-1983       | Ajax            | ED              | 29         | 19         | CO              | 7               | 0               | CC                 | 1                  | 0                  | -           | -           | -           | 37     | 19     |
| Totale Ajax     | Totale Ajax     | Totale Ajax     | 96         | 68         |                 | 16              | 10              |                    | 5                  | 0                  |             | -           | -           | 117    | 78     |
| 1983-1984       | Pisa            | A               | 23         | 3          | CI              | 5               | 4               | -                  | -                  | -                  | -           | -           | -           | 28     | 7      |
| 1984-1985       | Pisa            | B               | 38         | 15         | CI              | 6               | 4               | -                  | -                  | -                  | -           | -           | -           | 44     | 19     |
| 1985-1986       | Pisa            | A               | 30         | 7          | CI              | 6               | 3               | -                  | -                  | -                  | -           | -           | -           | 36     | 10     |
| Totale Pisa     | Totale Pisa     | Totale Pisa     | 91         | 25         |                 | 17              | 11              |                    | -                  | -                  |             | -           | -           | 108    | 36     |
| 1986-1987       | Torino          | A               | 19         | 8          | CI              | 7               | 3               | CU                 | 6                  | 5                  | -           | -           | -           | 32     | 16     |
| 1987-1988       | PSV             | ED              | 32         | 28         | CO              | 6               | 3               | CC                 | 9                  | 1                  | -           | -           | -           | 47     | 33     |
| 1988-1989       | PSV             | ED              | 20         | 6          | CO              | 3               | 1               | CC                 | 2                  | 1                  | CInt        | 1           | 0           | 26     | 8      |
| 1989-1990       | PSV             | ED              | 30         | 21         | CO              | 4               | 4               | CC                 | 5                  | 1                  | -           | -           | -           | 39     | 26     |
| 1990-1991       | Bordeaux        | D1              | 26         | 3          | CF              | 1               | 0               | CU                 | 4                  | 0                  | -           | -           | -           | 31     | 3      |
| 1991-1992       | PSV             | ED              | 33         | 18         | CO              | 2               | 1               | CC                 | 2                  | 0                  | SO          | 1           | 0           | 38     | 19     |
| 1992-1993       | PSV             | ED              | 25         | 11         | CO              | 1               | 0               | UCL                | 8                  | 1                  | SO          | 0           | 0           | 34     | 12     |
| 1993-1994       | PSV             | ED              | 30         | 4          | CO              | 3               | 0               | CU                 | 2                  | 0                  | -           | -           | -           | 35     | 4      |
| Totale PSV      | Totale PSV      | Totale PSV      | 170        | 88         |                 | 13+             | 5+              |                    | 34                 | 9                  |             | 2           | 0           | 219+   | 102+   |
| Totale carriera | Totale carriera | Totale carriera | 402        | 192        |                 | 47+             | 20+             |                    | 49                 | 14                 |             | 2           | 0           | 500+   | 226+   |

### Cronologia presenze e reti in nazionale
| Cronologia completa delle presenze e delle reti in nazionale ― Paesi Bassi | Cronologia completa delle presenze e delle reti in nazionale ― Paesi Bassi | Cronologia completa delle presenze e delle reti in nazionale ― Paesi Bassi | Cronologia completa delle presenze e delle reti in nazionale ― Paesi Bassi | Cronologia completa delle presenze e delle reti in nazionale ― Paesi Bassi | Cronologia completa delle presenze e delle reti in nazionale ― Paesi Bassi | Cronologia completa delle presenze e delle reti in nazionale ― Paesi Bassi | Cronologia completa delle presenze e delle reti in nazionale ― Paesi Bassi |
| Data                                                                       | Città                                                                      | In casa                                                                    | Risultato                                                                  | Ospiti                                                                     | Competizione                                                               | Reti                                                                       | Note                                                                       |
| -------------------------------------------------------------------------- | -------------------------------------------------------------------------- | -------------------------------------------------------------------------- | -------------------------------------------------------------------------- | -------------------------------------------------------------------------- | -------------------------------------------------------------------------- | -------------------------------------------------------------------------- | -------------------------------------------------------------------------- |
| 1-9-1981                                                                   | Zurigo                                                                     | Svizzera                                                                   | 2 – 1                                                                      | Paesi Bassi                                                                | Amichevole                                                                 | -                                                                          | 46’                                                                        |
| 23-3-1982                                                                  | Glasgow                                                                    | Scozia                                                                     | 2 – 1                                                                      | Paesi Bassi                                                                | Amichevole                                                                 | 1                                                                          |                                                                            |
| 14-4-1982                                                                  | Eindhoven                                                                  | Paesi Bassi                                                                | 1 – 0                                                                      | Grecia                                                                     | Amichevole                                                                 | -                                                                          | 59’                                                                        |
| 25-5-1982                                                                  | Londra                                                                     | Inghilterra                                                                | 2 – 0                                                                      | Paesi Bassi                                                                | Amichevole                                                                 | -                                                                          |                                                                            |
| 1-9-1982                                                                   | Reykjavík                                                                  | Islanda                                                                    | 1 – 1                                                                      | Paesi Bassi                                                                | Amichevole                                                                 | -                                                                          |                                                                            |
| 10-11-1982                                                                 | Rotterdam                                                                  | Paesi Bassi                                                                | 1 – 2                                                                      | Francia                                                                    | Amichevole                                                                 | -                                                                          | 46’                                                                        |
| 14-3-1984                                                                  | Amsterdam                                                                  | Paesi Bassi                                                                | 6 – 0                                                                      | Danimarca                                                                  | Amichevole                                                                 | 1                                                                          |                                                                            |
| 17-10-1984                                                                 | Rotterdam                                                                  | Paesi Bassi                                                                | 1 – 2                                                                      | Ungheria                                                                   | Qual. Mondiali 1986                                                        | 1                                                                          |                                                                            |
| 27-2-1985                                                                  | Rotterdam                                                                  | Paesi Bassi                                                                | 7 – 1                                                                      | Cipro                                                                      | Qual. Mondiali 1986                                                        | 2                                                                          |                                                                            |
| 1-5-1985                                                                   | Vienna                                                                     | Austria                                                                    | 1 – 1                                                                      | Paesi Bassi                                                                | Qual. Mondiali 1986                                                        | 1                                                                          |                                                                            |
| 14-5-1985                                                                  | Budapest                                                                   | Ungheria                                                                   | 0 – 1                                                                      | Paesi Bassi                                                                | Qual. Mondiali 1986                                                        | -                                                                          | 90’                                                                        |
| 4-9-1985                                                                   | Heerenveen                                                                 | Paesi Bassi                                                                | 1 – 0                                                                      | Bulgaria                                                                   | Amichevole                                                                 | -                                                                          |                                                                            |
| 16-10-1985                                                                 | Bruxelles                                                                  | Belgio                                                                     | 1 – 0                                                                      | Paesi Bassi                                                                | Qual. Mondiali 1986                                                        | -                                                                          | 4’                                                                         |
| 10-9-1986                                                                  | Praga                                                                      | Cecoslovacchia                                                             | 1 – 0                                                                      | Paesi Bassi                                                                | Amichevole                                                                 | -                                                                          | 46’                                                                        |
| 1-6-1988                                                                   | Amsterdam                                                                  | Paesi Bassi                                                                | 2 – 0                                                                      | Romania                                                                    | Amichevole                                                                 | 1                                                                          |                                                                            |
| 15-6-1988                                                                  | Düsseldorf                                                                 | Paesi Bassi                                                                | 3 – 1                                                                      | Inghilterra                                                                | Euro 1988 - 1º turno                                                       | -                                                                          | 58’                                                                        |
| 18-6-1988                                                                  | Gelsenkirchen                                                              | Paesi Bassi                                                                | 1 – 0                                                                      | Irlanda                                                                    | Euro 1988 - 1º turno                                                       | 1                                                                          | 51’                                                                        |
| 21-6-1988                                                                  | Amburgo                                                                    | Germania Ovest                                                             | 1 – 2                                                                      | Paesi Bassi                                                                | Euro 1988 - Semifinale                                                     | -                                                                          | 59’                                                                        |
| 14-9-1988                                                                  | Amsterdam                                                                  | Paesi Bassi                                                                | 1 – 0                                                                      | Galles                                                                     | Qual. Mondiali 1990                                                        | -                                                                          | 67’                                                                        |
| 31-5-1989                                                                  | Helsinki                                                                   | Finlandia                                                                  | 0 – 1                                                                      | Paesi Bassi                                                                | Qual. Mondiali 1990                                                        | 1                                                                          |                                                                            |
| 6-9-1989                                                                   | Amsterdam                                                                  | Paesi Bassi                                                                | 2 – 2                                                                      | Danimarca                                                                  | Amichevole                                                                 | -                                                                          | 78’                                                                        |
| 11-10-1989                                                                 | Wrexham                                                                    | Galles                                                                     | 1 – 2                                                                      | Paesi Bassi                                                                | Qual. Mondiali 1990                                                        | -                                                                          |                                                                            |
| 20-12-1989                                                                 | Rotterdam                                                                  | Paesi Bassi                                                                | 0 – 1                                                                      | Brasile                                                                    | Amichevole                                                                 | -                                                                          | 78’                                                                        |
| 21-2-1990                                                                  | Amsterdam                                                                  | Paesi Bassi                                                                | 0 – 0                                                                      | Italia                                                                     | Amichevole                                                                 | -                                                                          | 68’                                                                        |
| 28-3-1990                                                                  | Kiev                                                                       | Unione Sovietica                                                           | 2 – 1                                                                      | Paesi Bassi                                                                | Amichevole                                                                 | -                                                                          |                                                                            |
| 30-5-1990                                                                  | Vienna                                                                     | Austria                                                                    | 3 – 2                                                                      | Paesi Bassi                                                                | Amichevole                                                                 | -                                                                          | 73’                                                                        |
| 3-6-1990                                                                   | Zagabria                                                                   | Jugoslavia                                                                 | 0 – 2                                                                      | Paesi Bassi                                                                | Amichevole                                                                 | -                                                                          |                                                                            |
| 12-6-1990                                                                  | Palermo                                                                    | Paesi Bassi                                                                | 1 – 1                                                                      | Egitto                                                                     | Mondiali 1990 - 1º turno                                                   | 1                                                                          | 46’ 58’                                                                    |
| 16-6-1990                                                                  | Cagliari                                                                   | Inghilterra                                                                | 0 – 0                                                                      | Paesi Bassi                                                                | Mondiali 1990 - 1º turno                                                   | -                                                                          | 79’                                                                        |
| 21-6-1990                                                                  | Palermo                                                                    | Irlanda                                                                    | 1 – 1                                                                      | Paesi Bassi                                                                | Mondiali 1990 - 1º turno                                                   | -                                                                          | 79’                                                                        |
| 24-6-1990                                                                  | Milano                                                                     | Paesi Bassi                                                                | 1 – 2                                                                      | Germania Ovest                                                             | Mondiali 1990 - Ottavi di finale                                           | -                                                                          | 67’                                                                        |
| 13-3-1991                                                                  | Rotterdam                                                                  | Paesi Bassi                                                                | 1 – 0                                                                      | Malta                                                                      | Qual. Euro 1992                                                            | -                                                                          | 46’                                                                        |
| 17-4-1991                                                                  | Rotterdam                                                                  | Paesi Bassi                                                                | 2 – 0                                                                      | Finlandia                                                                  | Qual. Euro 1992                                                            | -                                                                          | 72’                                                                        |
| 5-6-1991                                                                   | Helsinki                                                                   | Finlandia                                                                  | 1 – 1                                                                      | Paesi Bassi                                                                | Qual. Euro 1992                                                            | -                                                                          | 75’                                                                        |
| 11-9-1991                                                                  | Eindhoven                                                                  | Paesi Bassi                                                                | 1 – 1                                                                      | Polonia                                                                    | Amichevole                                                                 | -                                                                          | Ammonizione                                                                |
| 4-12-1991                                                                  | Salonicco                                                                  | Grecia                                                                     | 0 – 2                                                                      | Paesi Bassi                                                                | Qual. Euro 1992                                                            | -                                                                          | 85’                                                                        |
| 12-2-1992                                                                  | Faro                                                                       | Portogallo                                                                 | 2 – 0                                                                      | Paesi Bassi                                                                | Amichevole                                                                 | -                                                                          |                                                                            |
| 25-3-1992                                                                  | Amsterdam                                                                  | Paesi Bassi                                                                | 2 – 0                                                                      | Jugoslavia                                                                 | Amichevole                                                                 | 1                                                                          | 84’                                                                        |
| 27-5-1992                                                                  | Sittard                                                                    | Paesi Bassi                                                                | 3 – 2                                                                      | Austria                                                                    | Amichevole                                                                 | -                                                                          | 46’                                                                        |
| 30-5-1992                                                                  | Utrecht                                                                    | Paesi Bassi                                                                | 4 – 0                                                                      | Galles                                                                     | Amichevole                                                                 | -                                                                          | 46’                                                                        |
| 22-6-1992                                                                  | Göteborg                                                                   | Danimarca                                                                  | 2 – 2 dts (5 – 4 dtr)                                                      | Paesi Bassi                                                                | Euro 1992 - Semifinale                                                     | -                                                                          | 46’                                                                        |
| 23-9-1992                                                                  | Oslo                                                                       | Norvegia                                                                   | 2 – 1                                                                      | Paesi Bassi                                                                | Qual. Mondiali 1994                                                        | -                                                                          | 84’                                                                        |
| 22-9-1993                                                                  | Bologna                                                                    | Paesi Bassi                                                                | 7 – 0                                                                      | San Marino                                                                 | Qual. Mondiali 1994                                                        | -                                                                          | 37’ 46’                                                                    |
| Totale                                                                     |                                                                            | Presenze                                                                   | 43                                                                         |                                                                            | Reti                                                                       | 11                                                                         |                                                                            |

## Palmarès

### Club

#### Competizioni nazionali
- Campionato olandese: 6

Ajax: 1979-1980, 1981-1982, 1982-1983
PSV: 1987-1988, 1988-1989, 1991-1992
- Coppa dei Paesi Bassi: 4

Ajax: 1982-1983
PSV: 1987-1988, 1988-1989, 1989-1990
- Campionato italiano di Serie B: 1

Pisa: 1984-1985
- Supercoppa dei Paesi Bassi: 1

PSV: 1992

#### Competizioni internazionali
- Coppa Mitropa: 1

Pisa: 1985-1986
- Coppa dei Campioni: 1

PSV: 1987-1988

### Nazionale
- Campionato d'Europa: 1

1988

### Individuale
- Capocannoniere della Eredivisie: 4

1981-1982 (32 gol), 1987-1988 (28 gol)
- Scarpa d'oro: 1

1982
- Capocannoniere della Coppa UEFA: 1

1986-1987 (5 gol)